# 建築大工技能士
建築大工技能士（けんちくだいくぎのうし）とは、国家資格である技能検定制度の一種で、都道府県職業能力開発協会（問題作成等は中央職業能力開発協会）が実施する、建築大工に関する学科及び実技試験に合格した者をいう。

## 概要
木造建築物の大工工事の施工に必要な技能を認定する国家資格(名称独占資格)である。等級には、1級～3級まであり、それぞれ上級技能者、中級技能者、初級技能者が通常有すべき技能の程度と位置づけられている。建築大工技能士は、職業訓練指導員 (建築科)、職業訓練指導員 (枠組壁建築科)の実技試験免除資格になっている。

## 受検資格
- 1級：実務経験7年以上
- 2級：実務経験2年以上
- 3級：実務経験6ヶ月以上

※職業訓練歴や学歴により実務年数は異なる。

## 実技作業試験内容（大工工事作業）
- 1級：隅木小屋組の隅木、たる木、ひよどり栓の平面図、隅木右側面・木口型及び3面展開図を作成し、木ごしらえ及び墨付けをした後、加工組立てを行う。試験標準時間＝4時間50分 打ちきり時間=5時間
- 2級：右屋根筋交い平面図、左振れたる木、右筋交いの現寸図及び基本図を作成し、木ごしらえ及び墨付けをした後、加工組立てを行う。試験標準時間＝3時間30分 打ち切り時間=3時間45分
- 3級：支給材料に直接墨付けした後、桁・梁・束・棟木及び垂木・隅木の加工組立てを行い、寄棟小屋の一部を製作する。試験標準時間＝2時間45分 打ち切り時間=3時間

## 学科試験の概要
1、2級
- 試験時間　　　1時間40分
- 問題数　　　　A群 25題（真偽法） Ｂ群 25題（多肢択一法） 計 50題
- 合否ライン　　65点以上（33題以上）

## 取得後の称号
技能検定に合格すると等級に応じて技能士の称号が付与される。名刺やホームページなどに資格を表記する際には「1級建築大工技能士」、「2級建築大工技能士」、「3級建築大工技能士」のように等級を明示する必要がある。等級の非表示、等級表示位置の誤り、職種名の省略表示などは不可である。
なお、職業能力開発促進法により、建築大工技能士資格を持っていないものが建築大工技能士と称することは禁じられている。